# Salomonseilanden op de Olympische Zomerspelen 1996
De Salomonseilanden namen deel aan de Olympische Zomerspelen 1996 in Atlanta, Verenigde Staten. Het was de vierde deelname van het land aan de Spelen, echter werden er geen medailles gewonnen.

## Deelnemers en resultaten
(m) = mannen, (v) = vrouwen 

### Atletiek
| Olympiër          | Discipline             | Resultaat | Prestatie                |
| ----------------- | ---------------------- | --------- | ------------------------ |
| Selwyn Kole       | 1500m (m)              | 55e       | serie 5: 12de in 4.03,44 |
| Primo Higa        | 3000m steeplechase (m) | DNF       | serie 1: niet gefinisht  |
|                   |                        |           |                          |
| Nester Geniwala'a | 100m (v)               | 54e       | serie 6: 8ste in 13,74   |

### Gewichtheffen
| Olympiër    | Discipline | Resultaat | Prestatie                    |
| ----------- | ---------- | --------- | ---------------------------- |
| Tony Analau | –64kg (m)  | DNF       | trekken: geen geldige poging |